# 錫羅希角
83°57′S 170°6′E / 83.950°S 170.100°E
錫羅希角是南極洲的海岬，位於杜費克海岸，處於愛麗絲冰川和比爾德摩爾冰川的匯流點北面，由美國研究隊的生物學家命名，現時由南極條約體系管理。